# КрАЗ-6322
КрАЗ-6322 (англ. KrAZ-6322) — український вантажний бортовий повнопривідний автомобіль, з колісною формулою 6х6, вантажопідйомністю 10-20 тонн, капотного компонування. Призначений для перевезення людей і різних вантажів дорогами загального користування, а також бездоріжжям.
Є модифікації з подвійною і одинарною схемою ошинува́ння задніх мостів. Автомобіль має блокування мостів і міжосьових диференціалів, а також центральну систему підкачування коліс.

## Історія
У 1991 році представлено дослідний повнопривідний автомобіль КрАЗ 63221Е з колісною формулою 6х6. На відміну від серійного КрАЗ-260 автомобіль має кабіну з дещо зміненим дизайном, горбом на капоті та іншими передніми крилами. Прототип комплектували двигуном ЯМЗ-238Д потужністю 330 к.с.
У 1994 році на зміну 260 серії з'явилася серійна 10-тонна бортова вантажівка з потужністю 330-к.с., яку назвали КрАЗ-6322.
|                                                   |  |  |
| Пам'ятна монета НБУ присвячена КрАЗ-6322 «Солдат» |  |  |

У 2010 році розробили спеціальну модифікацію моделі КрАЗ-6322 «Солдат» із правим розташуванням керма.

## Будова автомобіля

### Кузов
Кузов автомобіля складається з кабіни та бортової платформи, або без неї (шасі для кріплення різноманітного обладнання), які кріпляться на рамі. Кабіна складається з капотного відділення і пасажирського відділення. Рама східчастого типу, посилена вкладишами для забезпечення оптимальної жорсткості при експлуатації у важких дорожніх умовах. Лонжерони виготовлені з гарячокатаного швелера легованої сталі, поперечки — штамповані з якісної конструкційної сталі.

### Двигун
КрАЗ-6322 на вибір оснащується турбодизельними 8-циліндровими V-подібними двигунами ЯМЗ-238Д-33 або ЯМЗ-238ДЕ2-29, обоє об'ємом 14,86 л і потужністю 330 к.с. (243 кВт) при 2100 об/хв.
На вибір можливе встановлення двигунів Cummins, Ford-Ecotorq 9.0 л потужністю 362 к.с. або Deutz TCD 2013 L06 4V.
| Двигун                             | | |
| Модель                             | ЯМЗ-238Д-33                                                                                        | ЯМЗ-238ДЕ2-29                                                                                      |
| Тип                                | Чотиритактний, дизельний, водяного охолодження                                                     | Чотиритактний, дизельний, водяного охолодження                                                     |
| Кількість циліндрів і розташування | 8, V-подібне, із кутом розвалу 90о                                                                 | 8, V-подібне, із кутом розвалу 90о                                                                 |
| Порядок роботи циліндрів           | 1-5-4-2-6-3-7-8                                                                                    | 1-5-4-2-6-3-7-8                                                                                    |
| Діаметр циліндра, мм               | 130                                                                                                | 130                                                                                                |
| Хід поршня, мм                     | 140                                                                                                | 140                                                                                                |
| Робочий об'єм, л                   | 14,866                                                                                             | 14,866                                                                                             |
| Ступінь стиснення                  | 17,5                                                                                               | 17,5                                                                                               |
| Система живлення                   | Паливопідкачувальний насос низького і паливний насос високого тиску, з безпосереднім уприскуванням | Паливопідкачувальний насос низького і паливний насос високого тиску, з безпосереднім уприскуванням |
| Потужність, к. с. (кВт) при об/хв  | 330 (243) при 2100                                                                                 | 330 (243) при 2100                                                                                 |
| Крутний момент, Нм при об/хв       | 1233 при 1200–1400                                                                                 | 1275 при 1100–1300                                                                                 |
| Ресурс                             | 800 тис. км                                                                                        | 800 тис. км                                                                                        |
| Екологічні норми                   | Євро-0                                                                                             | Євро-2                                                                                             |

### Шасі

#### Трансмісія
- Зчеплення: дводискове, фрикційне, сухе, діафрагмове, що витяжного типу.
- Коробка передач ЯМЗ-2381-36: 8-ступінчаста, механічна, чотириступенева основна коробка з дводіапазонним планетарним демультиплікатором, з синхронізаторами на всіх передачах переднього ходу[4].

На автомобілі може встановлюватись 9-ступінчаста механічна коробка передач 9JS150TA фірми Eaton Fast Gear.
- Головна передача — мости центральні, двоступінчасті, одношвидкісні, з міжколісними диференціалами, що блокуються. Середній міст — прохідний.
- Роздавальна коробка — механічна, одноступінчаста, з міжосьовим диференціалом, що блокується.

#### Ходова частина
- Передня підвіска — залежна, на двох поздовжніх напівеліптичних листових ресорах, з двома гідравлічними амортизаторами і стабілізатором поперечної стійкості.
- Задня підвіска — залежна, на двох поздовжніх напівеліптичних листових ресорах, з двома додатковими ресорами і стабілізатором поперечної стійкості.

#### Механізм керування
- Рульовий механізм — механічний, інтегрального типу з вбудованим гідропідсилювачем.
- Гальмівна система — пневматичного типу. Можлива установка антиблокувальної системи (ABS) — Knorr-Bremse; Wabco.
- Робочі гальма — гальмівні механізми барабанного типу, з внутрішніми колодками.
- Стоянкові гальма — трансмісійне гальмо барабанного типу на вихідному валу роздавальної коробки. Привід механічний.
- Допоміжні гальма — дросельного типу, привід пневматичний, встановлений в системі випуску газів.

## Модифікації

### Цивільні
- КрАЗ-6322 — базова модель, виготовляється з бортовим кузовом або як шасі вантажопідйомністю від 10 до 20 тонн;
- КрАЗ-6322IK — бортовий автомобіль або шасі вантажопідйомністю від 10 до 20 тонн і новою кабіною з пластиковим капотом;
- КрАЗ-63221 — 11-тонне довгобазне шасі для монтажу інженерного обладнання;
- КрАЗ-6322 КО-503ІВ — мулокачальний автомобіль, оснащений цистерною об'ємом 8 м3. Призначений для вакуумного очищення колодязів, зливової і каналізаційної мереж від мулу;
- КрАЗ-6446 — сідловий тягач підвищеної прохідності з колісною формулою 6x6 для буксирування напівпричепів повною масою до 40 тонн;

### Військові

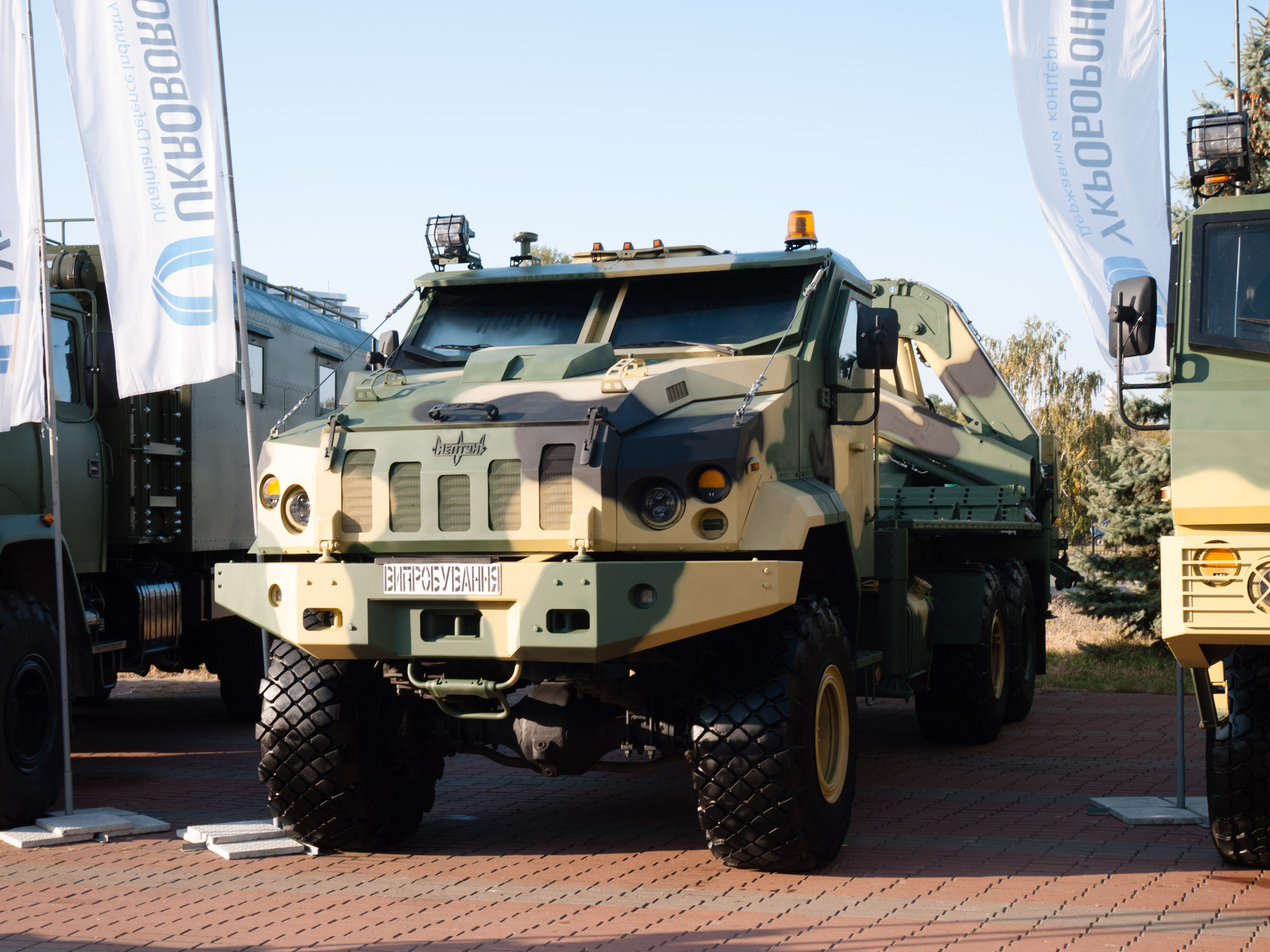
Спеціальна машина комплексу РК-360МЦ «Нептун» на шасі вантажного автомобіля КрАЗ-63221.

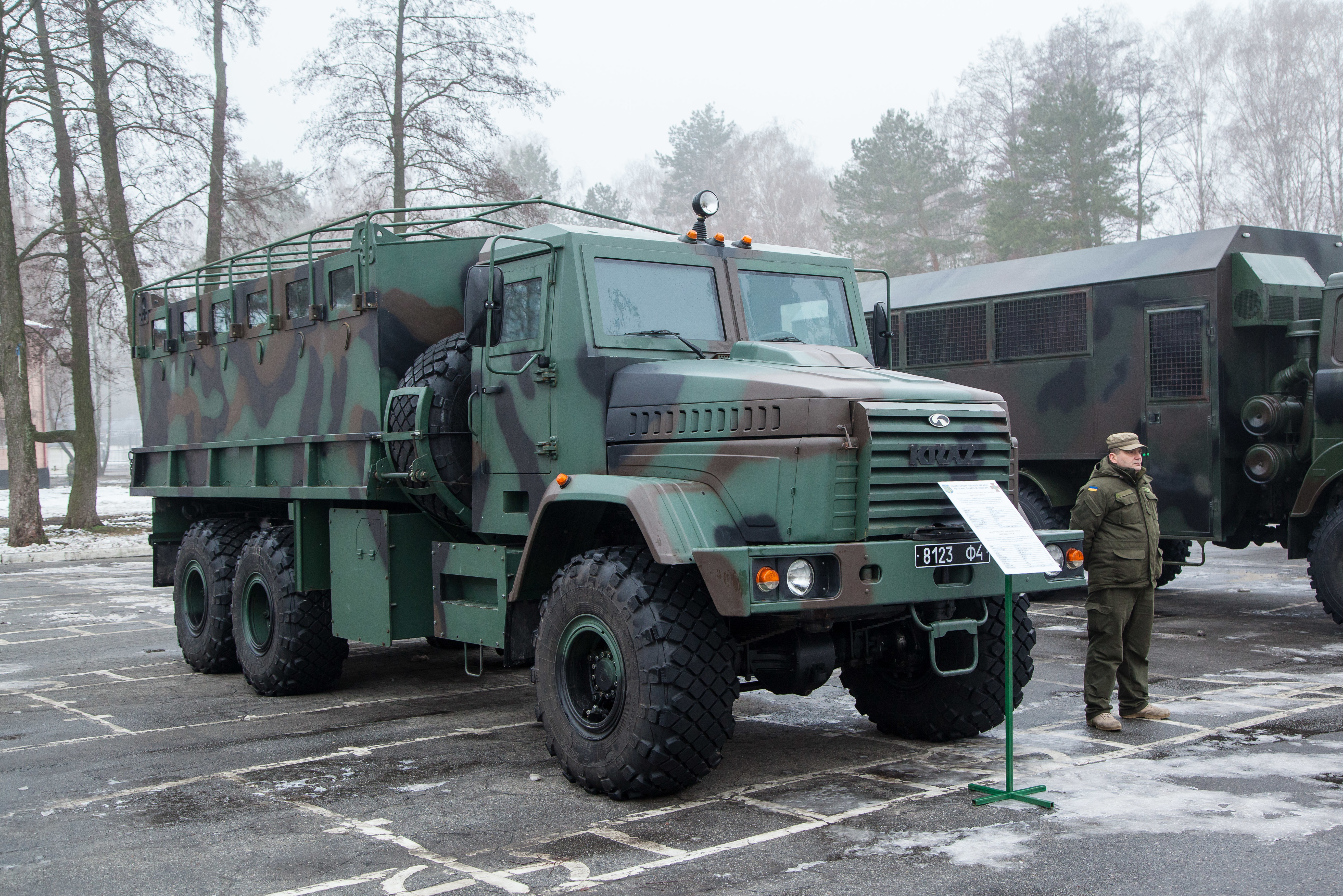
КрАЗ-6322 «Raptor»

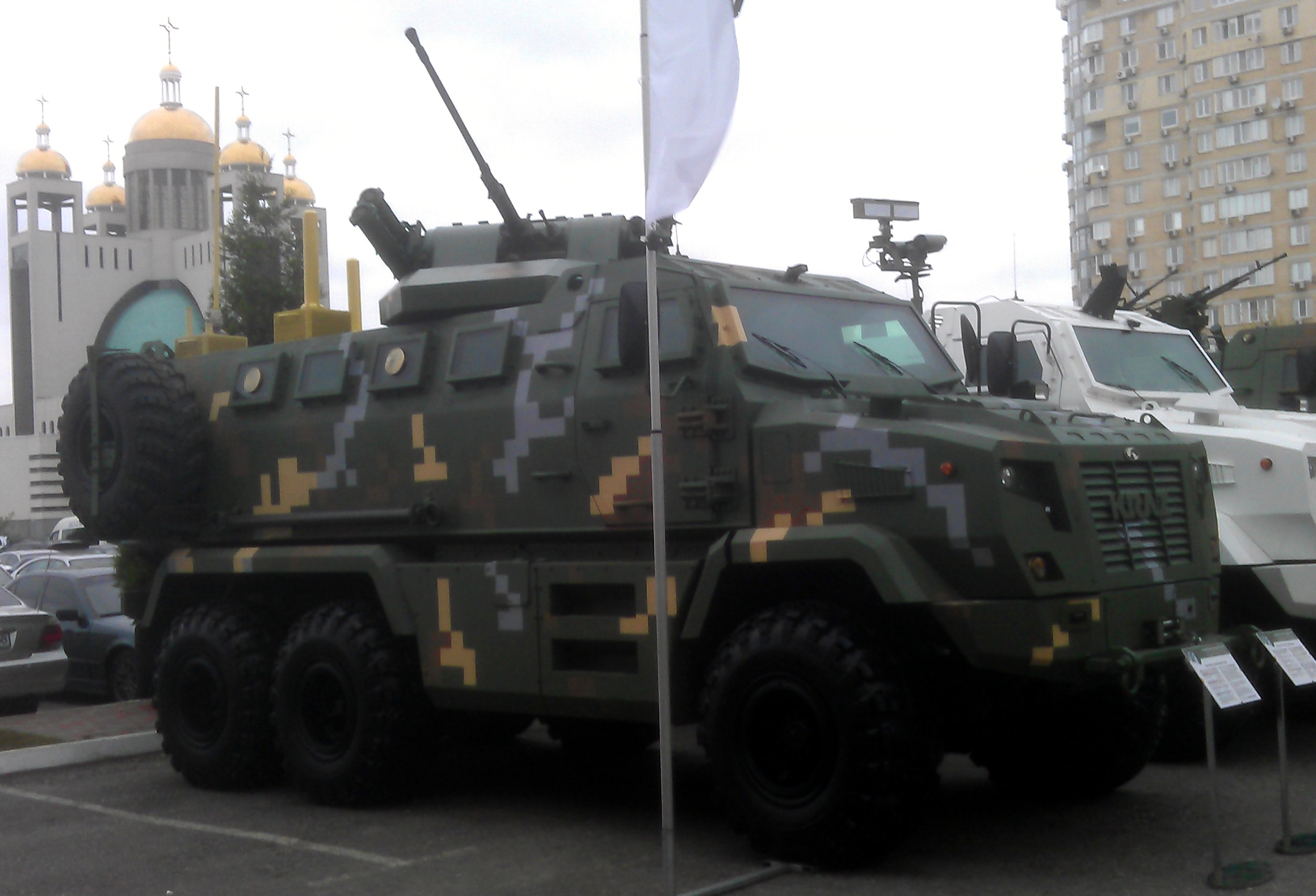
KrAZ Fiona

- КрАЗ-6322 «Солдат» — військова модифікація КрАЗ-6322;
- КрАЗ-63221 — 11-тонне довгобазне шасі для монтажу військового інженерного обладнання;
- КрАЗ-6135В6 — модифікація з бортовим кузовом, оснащена двигуном DEUTZ TCD2015V06 потужністю 350 к.с., АКПП ALLISON HD 4560 і шинами 315/80 R22.5[5];
- КрАЗ-6322РА «Бастіон-01 (02)» — реактивна система залпового вогню, що складається з шасі КрАЗ-6322 і бойової частини БМ-21 «Град»;
- КрАЗ-6322РА «Бастіон-03» — реактивна система залпового вогню, що складається з шасі КрАЗ-6322 і бойової частини 9К57 «Ураган»;
- АЦ-12-63221 — паливозаправник на шасі КрАЗ-63221, оснащений цистерною об'ємом 12 м³ виробництва підприємства Міністерства оборони України ДП «45-й експериментально-механічний завод»[6];
- КрАЗ-6322-056 — ремонтно-евакуаційна машина з гідрокраном;
- КрАЗ-6322 «Raptor» — бронеавтомобіль, створений спільно з канадською компанією Streit Armored Group[7]. Вперше представлений на міжнародній виставці озброєнь IDEX-2007. Здатний перевозити до 20 осіб особового складу або 6 т вантажу в броньованому кузові;
- КрАЗ-6322 РЕБ-01 «Вартовий» — бойовий комплекс, що складається з шасі КрАЗ-6322 та комплексу радіотехнічної розвідки «Кольчуга-М»;
- КрАЗ-63221 РЕБ-02 «Радист» — призначений для монтажу різних комплексів зв'язку;
- КрАЗ-63221 «Міст» — транспортна база понтонно-мостового парку і важкого механізованого мосту інженерних військ;
- КрАЗ-6333 РЕ ТЕМ — важка евакуаційна машина, призначена для евакуації пошкодженої бойової техніки масою до 30 тонн[8];
- КрАЗ-6446 «Титан-01» — сідловий тягач, військова модифікація КрАЗ-6446;
- DRS-122 — грузинська реактивна система залпового вогню на базі броньованого шасі КрАЗ-6322 з артилерійською частиною БМ-21;
- KRAZ-ASV «Panther» 6х6 — український бронетранспортер, розроблений компанією АвтоКрАЗ на основі КрАЗ-6322.
- Фортеця на колесах — бронеавтомобіль для перевезення десанту на шасі КрАЗ-6322.
- KrAZ Fiona — бронемашина з V-подібним днищем на базі КрАЗ-6322, розроблена за участю канадсько-еміратської компанії Streit Group, представлена 2015.
- КрАЗ-Форпост — броньований автомобіль типу MRAP створений компанією Reform на основі КрАЗ-6322.
- ЗСУ Bahman — самохідна зенітно-артилерійська установка на шасі КрАЗ-6322 з баштою від установки ЗСУ-57-2. Представлена на військовій виставці в Ірані в квітні 2016 року[9].
- 2С22 «Богдана» — самохідна артилерійська установка відкритого типу на шасі КрАЗ-63221 з броньованою спареною кабіною для обслуги гаубиці. Вперше представлена в серпні 2018 року[10].

### Поліцейські
- АВС-30 — водомет для розгону демонстрантів на шасі КрАЗ-63221[11]

## На озброєнні
- Українаː

- 2006 КрАЗ-6322 прийнятий на озброєння збройних сил України, у березні 2008 міністерству оборони передали перші 15 вантажівок.
- 2014 50 вантажівок замовлені для прикордонної служби України, 27 вересня 2014 перші 8 із замовлених КрАЗ-6322 передані прикордонній службі.
- У листопаді 2014 на озброєння Національної гвардії України надійшли перші КрАЗ Raptor-APC.
- Водомет АВС-30 використовує МВС України.

- Ангола — бортові КрАЗ-6322[16].
- Греція — у складі ЗРК С-300ПМУ1 (2 дивізіони)[17].
- Китай — КрАЗ-6446 у складі ЗРК С-300ПМУ1/ПМУ2[18].
- Індія[16]
- Індонезія — 2008 партія КрАЗ-6322 поставлена для поліції і миротворчого контингенту Індонезії[19].
- Ємен[16]
- Грузія — з 2012 використовується як шасі для РСЗВ ZCRS-122[20].
- Єгипет — понад 500 КрАЗ-6322 різних версій поставлені єгипетській армії в рамках контракту 2008–2013<[21], зокрема 16 КрАЗ-632217[22], 36 КрАЗ-63221 для РСЗВ „Град“, 50 паливозаправників АЦ-12-63221 і 80 тягачів КрАЗ-6443017[6][23][24]. У квітні 2014 було поставлено 55 бортових КрАЗ-6322[25]
- Ірак — близько 2800 КрАЗ-6322 були поставлені починаючи з 2004, станом на 2014[26][27]
- Іран[28]
- Сирія[7]
- Таїланд — менше 50 КрАЗ-6322, оснащених російським двигуном ЯМЗ-238ДЕ2-33 потужністю 330 к.с., китайською коробкою передач Shaanxi 9JS150TA-B, зчепленням Sachs MFZ-430, шведськими лебідками Sepson з гідравлічним приводом і кондиціонером, станом на 2013 рік[29]
- Туркменістан — в складі комплексу радіотехнічної розвідки „Кольчуга-М“ (3 станції поставлені в 2003–2004)[30]
- Лаос
- Нігерія

## Галерея

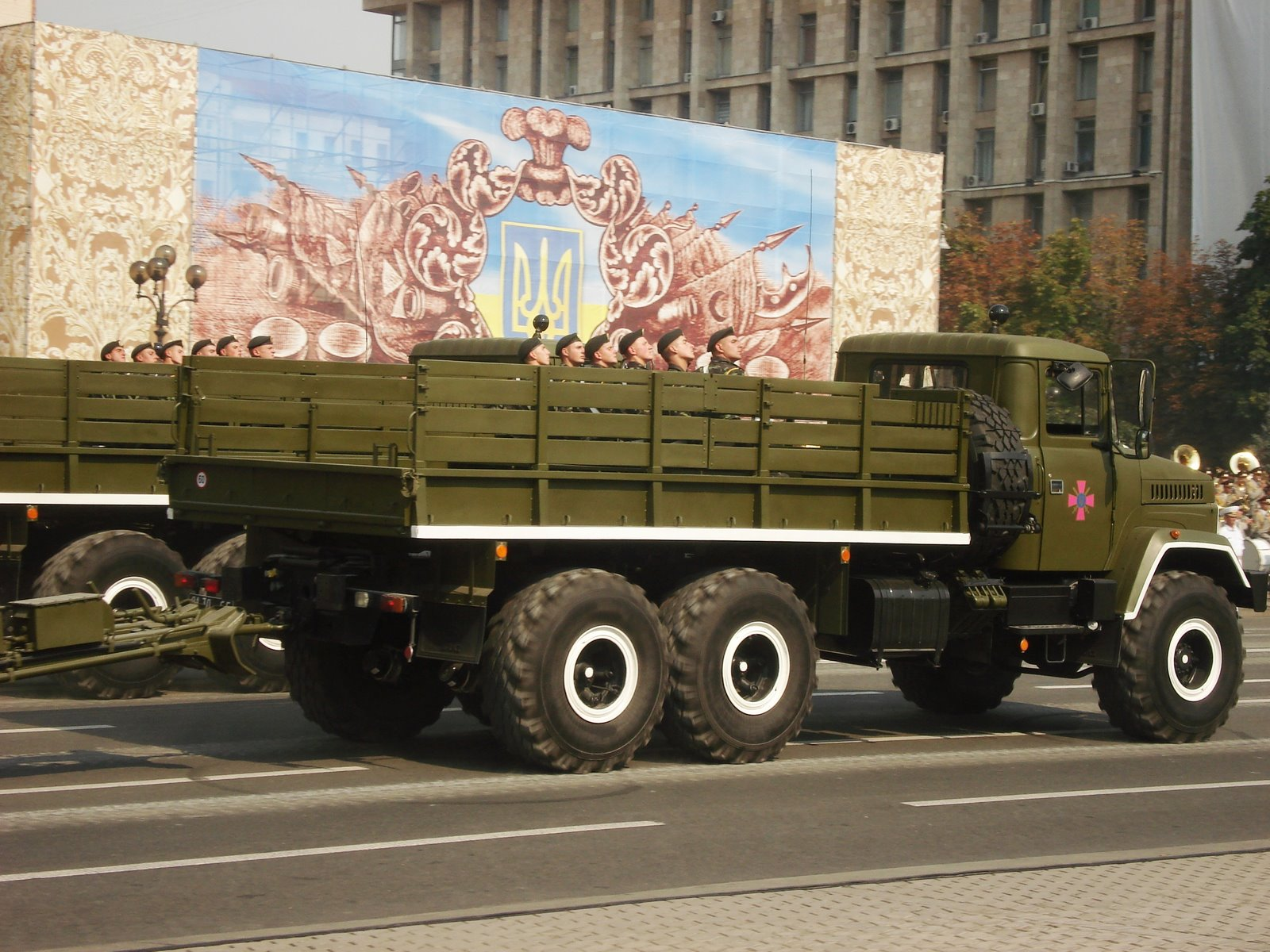
Військовий КрАЗ-6322
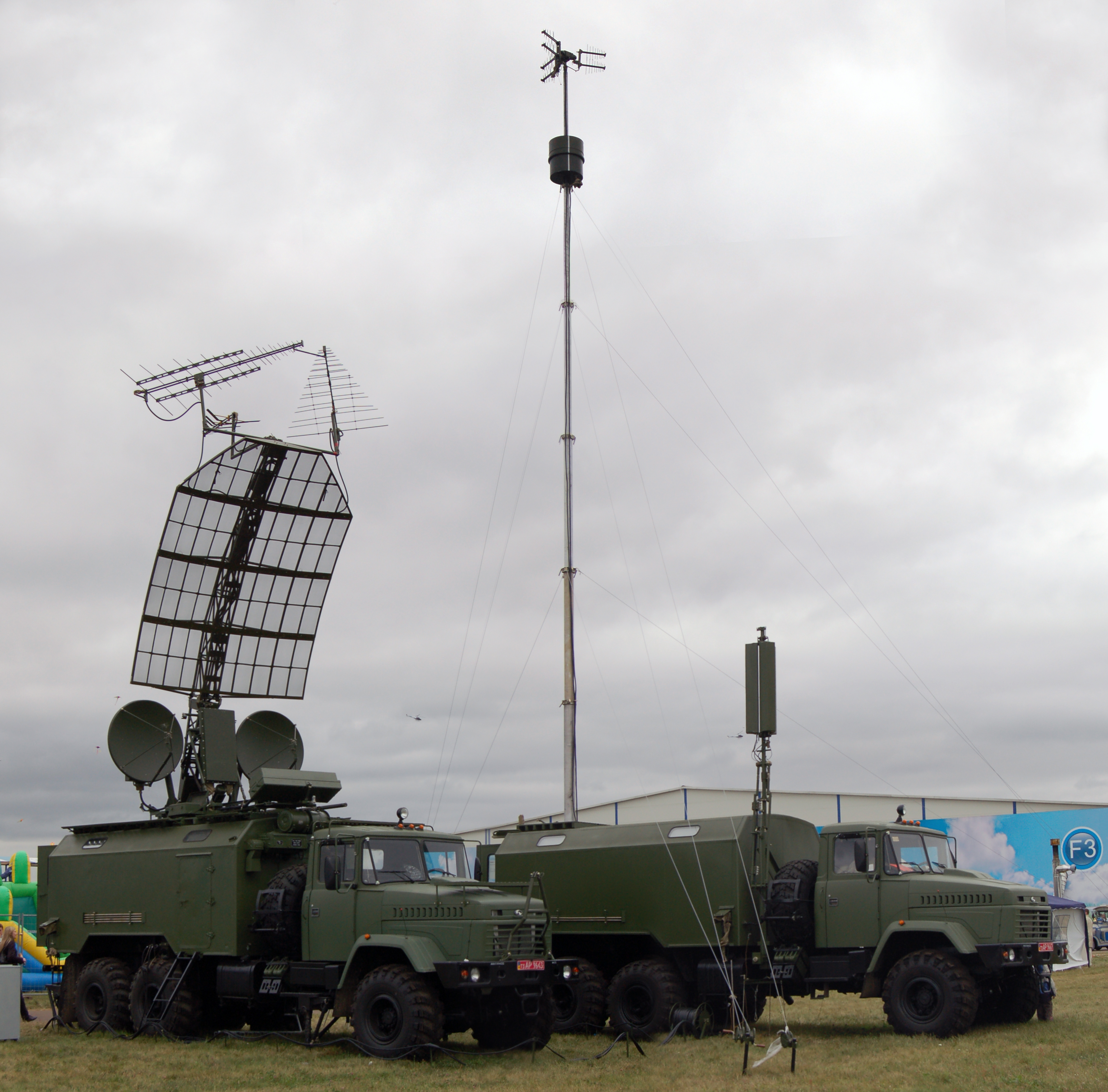
Станція пасивного радіолокаційного виявлення і розвідки «Кольчуга» МАКС-2009
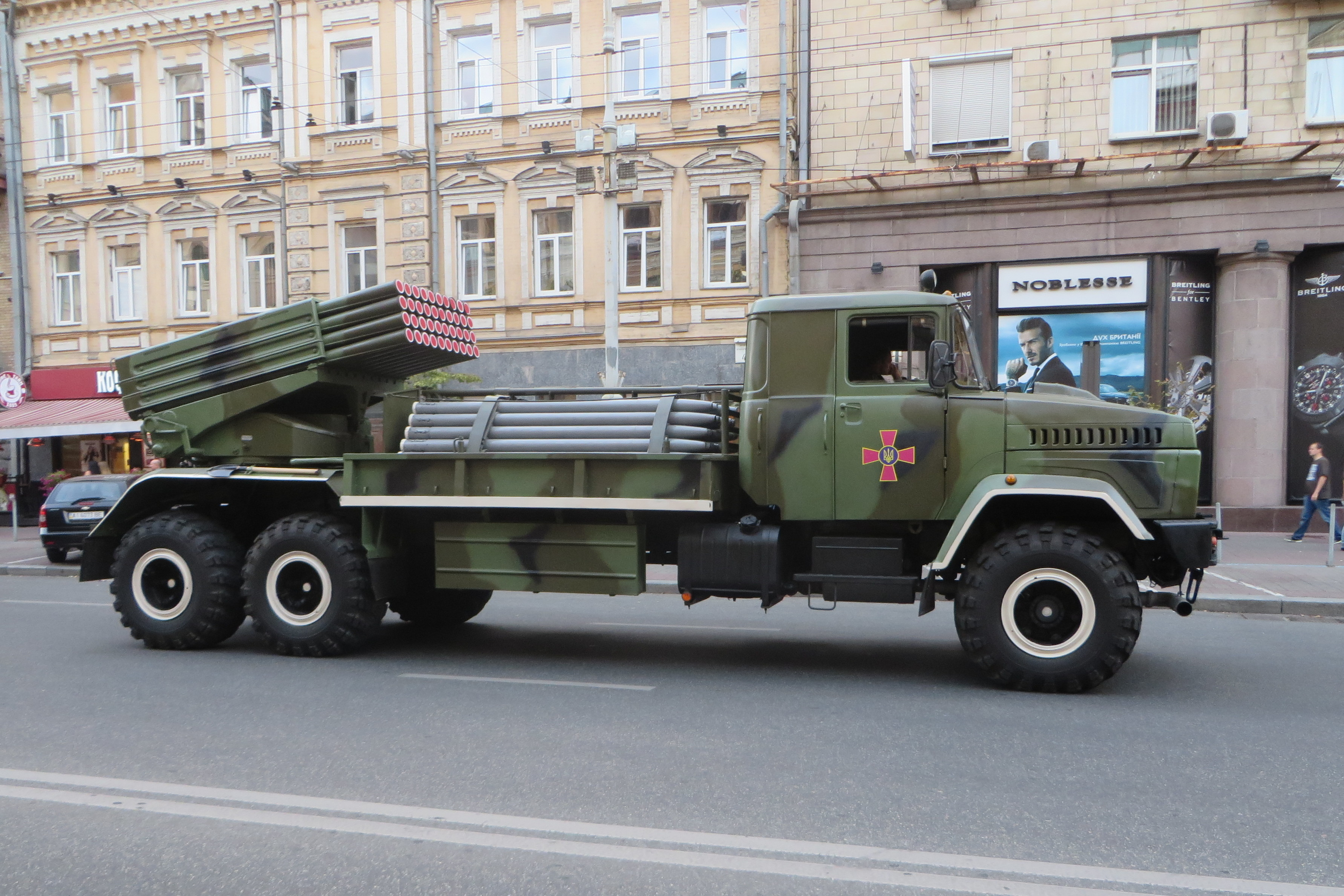
Реактивна система залпового вогню Бастіон-02
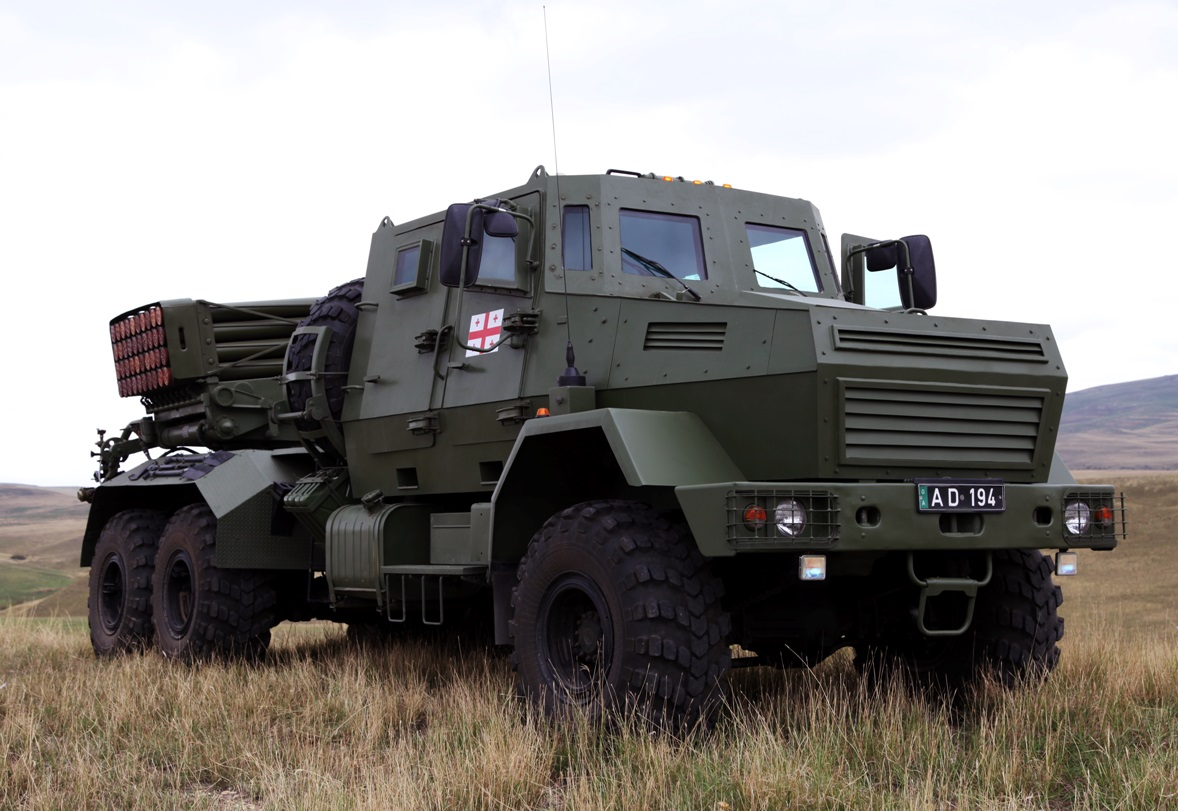
Грузинська РСЗВ ZCRS-122, на базі броньованого КрАЗ-6322
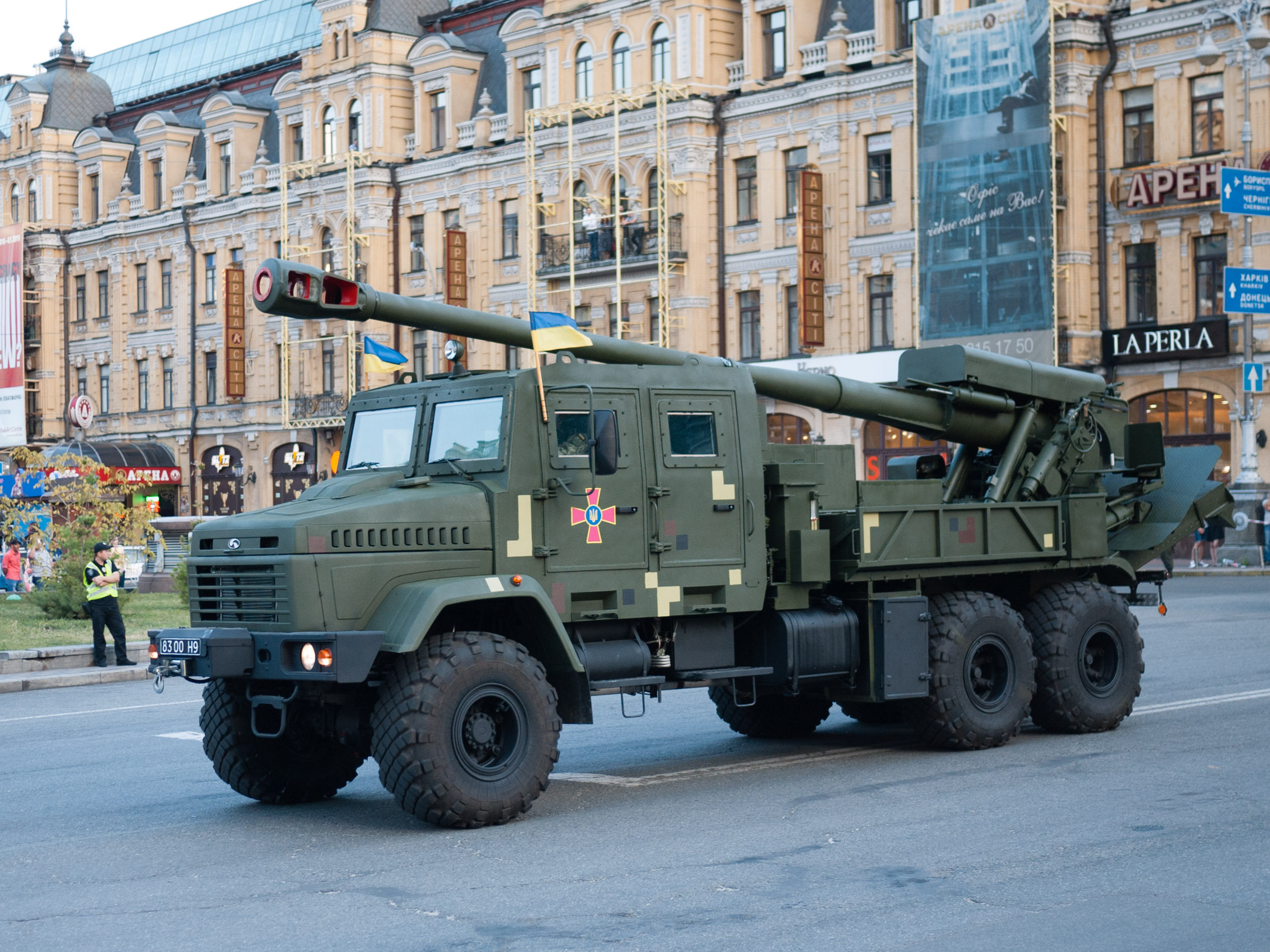
Самохідна артилерійська установка 2С22 «Богдана» побудована на шасі КрАЗ-63221